# Plinio Bove
Plinio Bove (São Paulo, 13 de março de 1909 - 27 de agosto de 1995) foi um médico brasileiro.

## Biografia

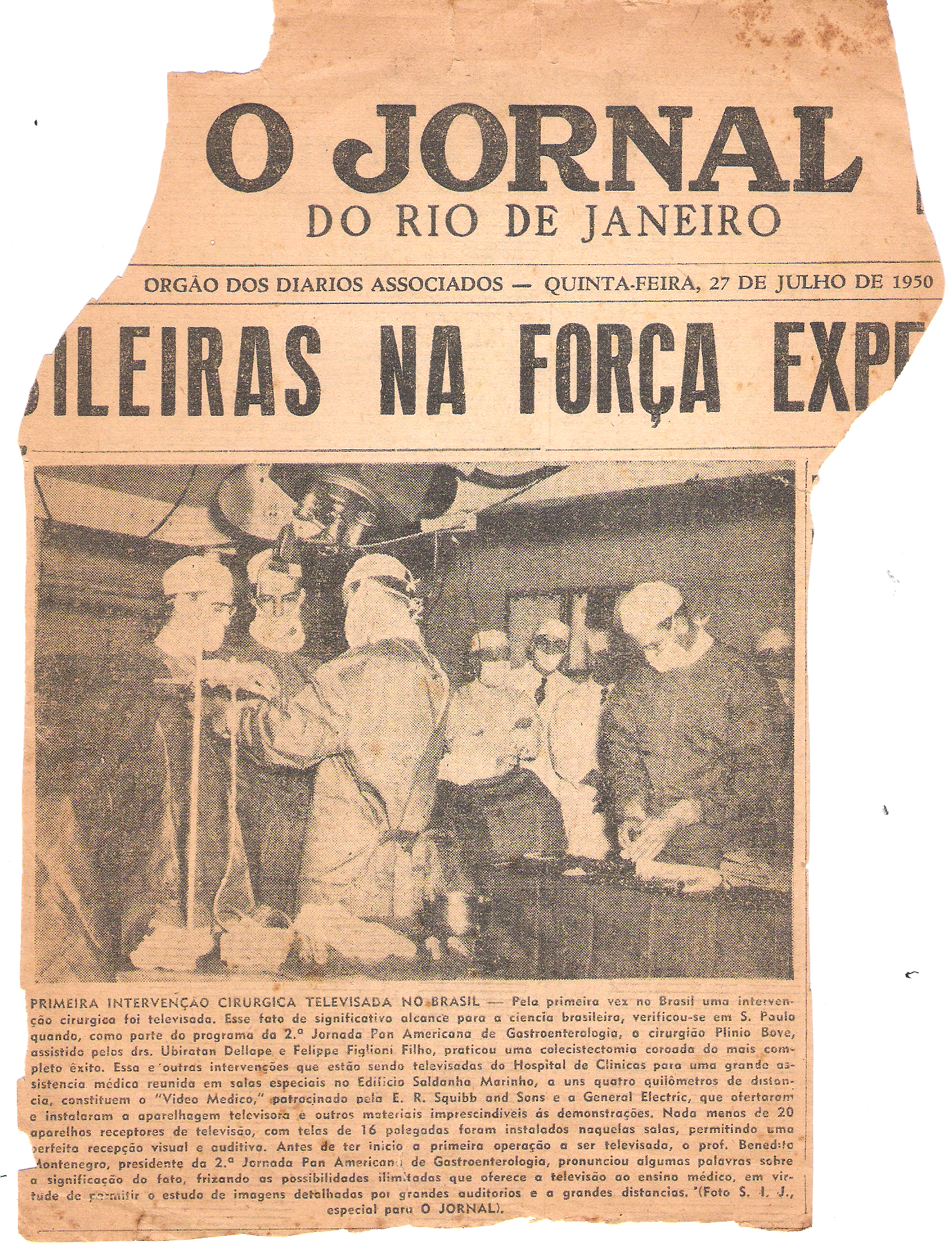
Dr. Plinio Bove realizando a 1ª cirurgia televisionada do Brasil

Neto de imigrantes italianos e ex-presidente da Academia de Medicina de São Paulo, Plinio foi um dos precursores no estudo da gastroenterologia no Brasil e desenvolvedor de técnicas próprias de diagnóstico e cirurgia posteriormente adotadas pela comunidade médica em geral. Como professor da Faculdade de Medicina da USP e principalmente pesquisador, sempre se interessou pela difusão do conhecimento tendo sido, na década de 1950 um dos pioneiros na internacionalização do conhecimento médico através da participação nos primeiros Congressos Mundiais de Medicina.
Dr. Plinio Bove foi o cirurgião responsável pela primeira cirurgia televisionada do Brasil, uma colecistectomia.